# Akiko Hayakawa
Akiko Hayakawa (早川 明子, Hayakawa Akiko) is een Japans voormalig voetbalster.

## Carrière
Hayakawa speelde voor Yomiuri SC Ladies Beleza.
Hayakawa maakte op 4 augustus 1987 haar debuut in het Japans vrouwenvoetbalelftal tijdens een vriendschappelijke wedstrijd tegen Chinees Taipei. Ze heeft twee interlands voor het Japanse vrouwenelftal gespeeld.

## Statistieken
| Japans vrouwenvoetbalelftal | Japans vrouwenvoetbalelftal | Japans vrouwenvoetbalelftal |
| Jaar                        | Wed.                        | Dlp.                        |
| --------------------------- | --------------------------- | --------------------------- |
| 1987                        | 1                           | 0                           |
| 1988                        | 1                           | 0                           |
| Totaal                      | 2                           | 0                           |